# John Montagu (2e duc de Montagu)
John Montagu (29 mars 1690 – 5 juin 1749), 2e duc de Montagu, est connu en tant que dirigeant d'un groupe de cavalerie nommé les « Carabiniers de Montagu », qui fut cependant dissous après la bataille de Culloden.

## Biographie
Il est le fils de Ralph Montagu (1er duc de Montagu), et d'Elizabeth Wriothesley, comtesse de Northumberland. Ses grands-parents maternels sont Thomas Wriothesley, 4e comte de Southampton, et sa première femme, Rachel de Massue.
Le 17 mars 1705, il épouse lady Mary Churchill, fille de John et Sarah Churchill.
Il est fait Chevalier de l'Ordre de la Jarretière en 1719 puis membre de la Royal Society puis grand-maître de la Première Grande Loge d'Angleterre. En 1739, le Foundling Hospital est créé à Londres. Montagu en est l'un des gouverneurs. Il finance aussi l'éducation de deux notables noirs anglais, Ignatius Sancho et Francis Williams, notamment en envoyant ce dernier à l'Université de Cambridge.

## Mariage et descendance
Montagu et Mary Churchill ont eu six enfants :
- John Montagu, mort enfant,
- George Montagu, mort enfant,
- Edward Churchill Montagu, mort enfant,
- Eleanor Montagu.
- Mary Montagu (1711 - 1er mai 1775). Mariée à George Brudenell, 4e comte de Cardigan et 1er duc de Montagu (2e création, 1766) : leur fille Elizabeth Montagu, femme de Henry Scott, 3e duc de Buccleuch et 5e duc de Queensberry (un descendant de Charles II d'Angleterre et de Lucy Walter), continue leur postérité,
- Isabella Montagu, comtesse de Beaulieu (morte le 20 décembre 1786). Mariée en premier à William Montagu (2e duc de Manchester) et en secondes noces avec Edward Hussey-Montagu (1er comte Beaulieu).

## Succession
Comme aucun de ses trois fils n'a survécu à l'enfance, les titres s'éteignent à la mort de Montagu, en 1749. Cependant, sa fille Mary est mariée à George Brudenell, 4e comte de Cardigan (1712–1790). À la mort de son beau-père, il prend donc en charge le nom et les armes de la famille Montagu, et est nommé 1er duc de Montagu (seconde création) en 1766.